# Skolwiński Ostrów
Skolwiński Ostrów (do 1945 niem. Klein Oder-Bruch) – wyspa odrzańska w Dolinie Dolnej Odry otoczona odnogami Odry: Cieśnicą, Kanałem Skolwińskim, Wietliną i Domiążą. Południowa część wyspy znajduje się w Szczecinie w granicach osiedla Skolwin, część północna – w Policach.
W rejonie wysp Polickie Łąki i Skolwiński Ostrów znajduje się kotwicowisko Portu Police.
Teren wyspy jest terenem podmokłym. Występują tu trawiaste zbiorowiska roślinne.
Nazwę Skolwiński Ostrów wprowadzono urzędowo rozporządzeniem w 1949 roku, zastępując poprzednią niemiecką nazwę Klein Oder-Bruch.